# Ultra Milano-Sanremo

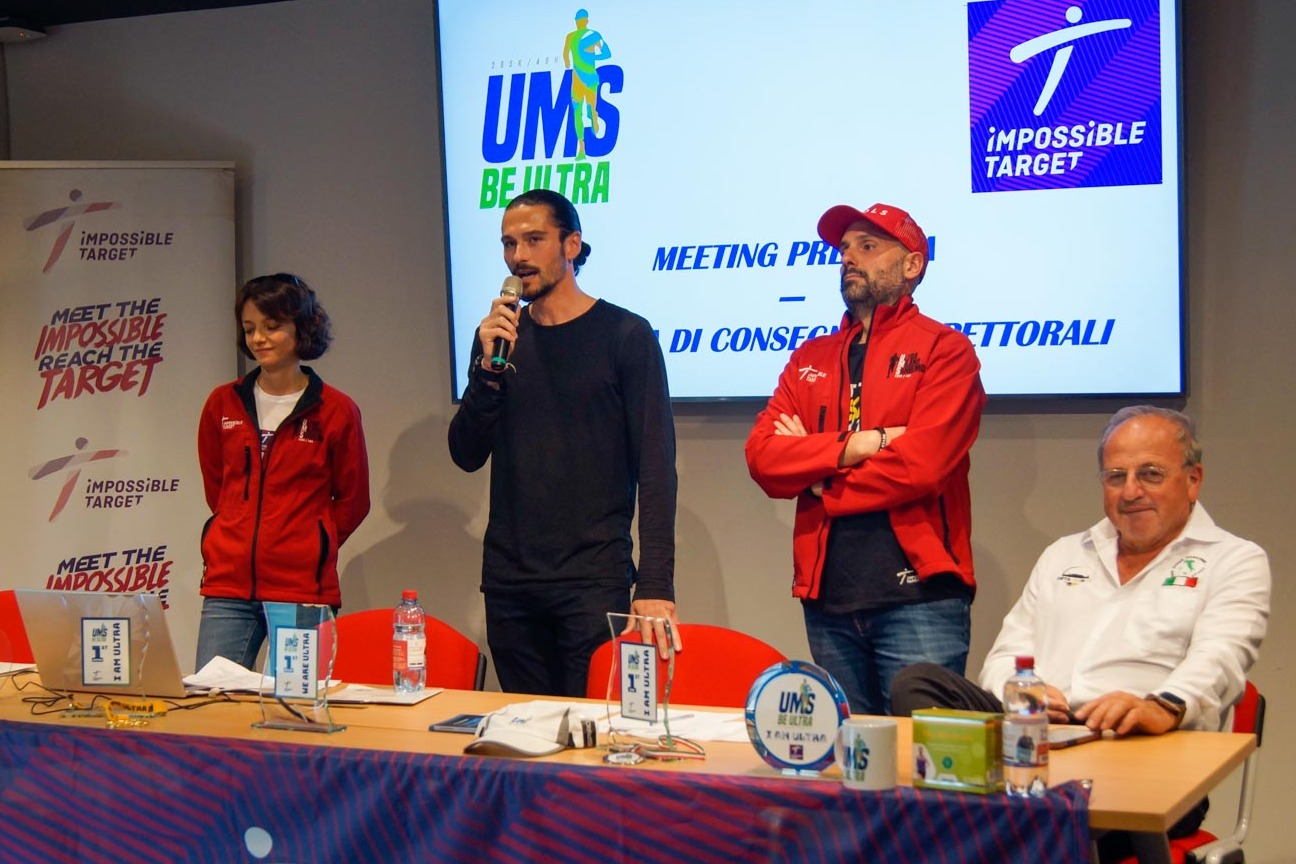
Presentazione Ultra Milano Sanremo. Presenti in foto Simone Leo (direttore di gara) e Michele Graglia (primo vincitore).

La Ultra Milano-Sanremo è una gara podistica di ultramaratona che si disputa su una distanza di 285 km, da Milano a Sanremo.
È attualmente l'ultramaratona non-stop più lunga d'Europa, attraversando 3 regioni d'Italia (Lombardia, Piemonte e Liguria) e 54 comuni.
La prima edizione della gara risale al 2014 ed è stata vinta da Michele Graglia. L'attuale direttore di gara è l'ultramaratoneta Simone Leo.
La gara è valevole per l'accreditamento a diverse gare come Spartathlon e Badwater.

## Risultati

### Edizione 2014[2]
Atleti classificati: 18.
| Primi tre classificati | Primi tre classificati |
| ---------------------- | ---------------------- |
| Michele Graglia        | 31:49:39h              |
| Ferenc Szonyi          | 33:16:00h              |
| David Krupski          | 33:22:46h              |

### Edizione 2015[3]
Atleti classificati: 13.
| Primi tre classificati | Primi tre classificati |
| ---------------------- | ---------------------- |
| Joao Pereira Oliveira  | 30:15:22h              |
| Christian Fatton       | 32:18:38h              |
| Luca Sala              | 37:27:18h              |

### Edizione 2016[4]
Atleti classificati: 25.
| Primi tre classificati | Primi tre classificati |
| ---------------------- | ---------------------- |
| Joao Pereira Oliveira  | 29:08:00h              |
| Paolo Scatolini        | 32:31:00h              |
| Leonie van den Haak    | 32:43:00h              |

### Edizione 2017[5]
Atleti classificati: 19.
| Primi tre classificati     | Primi tre classificati |
| -------------------------- | ---------------------- |
| Joao Pereira Oliveira      | 31:28:00h              |
| Pablo Angel Nicolas Barnes | 33:25:00h              |
| Steve Scott                | 38:10:00h              |

### Edizione 2018[6]
Atleti classificati: 30.
| Primi tre classificati | Primi tre classificati |
| ---------------------- | ---------------------- |
| Ivan Zaborskii         | 29:46:00h              |
| Joao Pereira Oliveira  | 31:07:00h              |
| Moreno Nadal           | 41:08:00h              |

### Edizione 2019[7]
Atleti classificati: 40.
| Primi tre classificati | Primi tre classificati |
| ---------------------- | ---------------------- |
| Mateo Ceroni           | 31:13:00h              |
| Petr Valek             | 32:18:00h              |
| Poter Toldi            | 32:30:00h              |

### Edizione 2021[8]
Atleti classificati: 24.
| Primi tre classificati | Primi tre classificati |
| ---------------------- | ---------------------- |
| Antonio Di Manno       | 39:09:00h              |
| Michele Scoglio        | 43:11:00h              |
| Fabio Gonella          | 43:44:00h              |

### Edizione 2022[9]
Atleti classificati: 22.
| Primi tre classificati | Primi tre classificati |
| ---------------------- | ---------------------- |
| Antonio Di Manno       | 34:49:00h              |
| Rolando Espina         | 38:27:00h              |
| Francesca Ferraro      | 39:38:00h              |

### Edizione 2023[10]
Atleti classificati: 27.
| Primi tre classificati | Primi tre classificati |
| ---------------------- | ---------------------- |
| Antonio Di Manno       | 32:36:00h              |
| Andrej Tepina          | 34:10:00h              |
| Michal Cinciala        | 35:08:00h              |

### Edizione 2024[11]
Atleti classificati: 30.
| Primi tre classificati | Primi tre classificati |
| ---------------------- | ---------------------- |
| Lachlan McDonald       | 35:47:00h              |
| Zsuzsanna Maraz        | 35:54:00h              |
| Rolando Espina         | 36:40:00h              |